# Daniël Lopes
Daniel Lopes (Recife, 12 november 1976) is een Duits-Braziliaanse zanger en songwriter. Hij werd beroemd als deelnemer aan het debuutseizoen van de televisieserie Deutschland sucht den Superstar, de Duitse bewerking van de Idol -serie. Producer Frank Farian  nam Lopes naar aanleiding hiervan onder contract.

## Levensloop
Lopes is geboren in de Braziliaanse plaats Recife. Toen hij vijf was, stierf zijn vader. Vier jaar later kwam zijn zuster om bij een auto-ongeluk. Op 15-jarige leeftijd verhuisde hij met zijn broer en moeder naar Duitsland. Kreis Gütersloh werd zijn woonplaats. Zijn moeder kreeg een relatie die resulteerde in een huwelijk. De stiefvader adopteerde Lopes. Na zijn schooltijd werd hij verzekeringsagent.
Lopes leerde voor zijn puberjaren al piano en gitaar spelen. Regionaal werd hij bekend met de band Crazy Boys.
In 2016 trouwde Lopes met een fitness-trainster, Magna Cavalcante. In 2020 werd een zoon geboren. Lopes had al 2 zonen (2006 en 2013) uit zijn vorige relaties.

## Bekendheid via het Duitse Idols
In 2002/2003 was hij deelnemer van een Duitse Talentenshow, Deutschland sucht den Superstar, die te vergelijken is met het Nederlandse Idols. Zijn optredens bereikten hoge plaatsen binnen die show. De Duitser Dieter Bohlen van het duo Modern Talking nam met de winnaars een gezamenlijke single en elpee op. Hiermee werd in Duitsland grootst succes bereikt. De single We have a dream werd daar de hit van het jaar.

## Producer Frank Farian
De Duitse producer Frank Farian, bekend van Boney M., Milli Vanilli en in 2002 inmiddels ook van No Mercy en La Bouche, was onder de indruk van Lopes en nam hem onder zijn hoede. Farian produceerde de elpee For You en er kwamen twee singles op de markt. Succes was er vooral in Duitsland zelf maar hitlijsten in Zwitserland en Oostenrijk werden ook bereikt. De hoogste hitnotering werd bereikt met de single Shine on (nummer 14 in de Duitse lijst)
De organisatie van Deutschland sucht den Superstar had met betrekking tot uitgave van solo materiaal door de deelnemers de regel ingesteld dat dit pas na een bepaalde tijd mocht. Het materiaal van Lopes kwam te vroeg in omloop waardoor besloten werd dat zijn vokalen niet op de uiteindelijke versie van het album Deutschland Sucht Den Superstar - United kwamen. Met uitzondering van het nummer We have a dream dat ook als single uitkwam. Discogs toont dat Lopes voor dat nummer als deelnemende zanger werd gecrediteerd.

## Vervolg carrière na hit succes
Lopes verscheen tot 2011 in diverse Duitse tv shows maar er kwam geen vervolg op de hit single Shine on. Rond 2013 besloot hij terug te gaan naar zijn geboorteland Brazilië. Daar vervolgde hij zijn muzikale carrière. Met het platenlabel Lacave-Records werd er een contract getekend. In 2015 werd de single Golden Night  uitgebracht. In 2018 nam Lopes deel aan de casting show The Voice Brasil wat dertig miljoen kijkers had. Vreemd genoeg ging hij in 2019 terug naar Duitsland. Lopes heeft zijn muzikale carrière nog niet vaarwel gezegd want in 2023 werden er nog plannen gemaakt voor nieuw studiomateriaal.